# Ronde van Italië 2013/Startlijst
Dit artikel beschrijft de startlijst van de 96e Ronde van Italië die op zaterdag 4 mei 2013 van start ging in de Italiaanse stad Napels. In totaal deden er 23 ploegen mee aan de rittenkoers die op zondag 26 mei 2013 zal eindigen in de Italiaanse stad Brescia. Iedere ploeg moet negen wielrenners inschrijven voor de wedstrijd, daarom is het totaal aantal deelnemers 207. 
De Italianen waren met 59 renners het best vertegenwoordigd. Daarnaast zijn Nederland (17), Spanje (16), Colombia (15), België (14) en Frankrijk (13) de vijf landen die de meeste renners leveren.
Alleen het nummer van de Canadees Ryder Hesjedal lag van tevoren vast. Als titelverdediger mag hij starten met rugnummer één. Dit betekent automatisch dat zijn ploeg, het Amerikaanse Team Garmin-Sharp, de overige rugnummers 2 tot en met 9 krijgt. Met uitzondering van alle tientallen zullen de andere nummers op alfabetische volgorde aan de ploegen vergeven worden. De ploegen hoeven deze niet op alfabetische volgorde aan hun renners te bedelen.
Op de laatste regel, dat de tientallen niet bedeeld worden, wordt sinds 2012 een uitzondering gemaakt. De ploeg die normaal de nummers 101 tot en met 109 krijgt rijdt vanaf de Ronde van Italië 2012 in de nummers 100 tot en met 107 en 109. Dit is om het nummer 108 niet nogmaals uit te delen. De Belg Wouter Weylandt was de drager van nummer 108 in de Ronde van Italië 2011 waarin hij het leven verloor tijdens de afdaling van de Passo del Bocco. Ter nagedachtenis aan deze gebeurtenis besloot de organisatie rugnummer 108 niet meer te vergeven.

## Overzicht

### Team Garmin-Sharp
| Rugnummer | Naam                  | Prestaties         | Opmerkingen                 | Eindklassering |
| --------- | --------------------- | ------------------ | --------------------------- | -------------- |
| 1         | Ryder Hesjedal        |                    | Niet gestart: 13e etappe    | DNF            |
| 2         | Tom Danielson         |                    |                             | 49e            |
| 3         | Thomas Dekker         |                    |                             | 136e           |
| 4         | Nathan Haas           |                    | Niet uitgereden: 16e etappe | DNF            |
| 5         | Robert Hunter         |                    |                             | 141e           |
| 6         | David Millar          |                    | Niet uitgereden: 14e etappe | DNF            |
| 7         | Ramūnas Navardauskas  | Winnaar 11e etappe |                             | 87e            |
| 8         | Peter Stetina         |                    |                             | 52e            |
| 9         | Christian Vande Velde |                    |                             | 110e           |

### AG2R-La Mondiale
| Rugnummer | Naam                    | Prestaties | Opmerkingen              | Eindklassering |
| --------- | ----------------------- | ---------- | ------------------------ | -------------- |
| 11        | Domenico Pozzovivo      |            |                          | 10e            |
| 12        | Davide Appollonio       |            |                          | 168e           |
| 13        | Manuel Belletti         |            |                          | 144e           |
| 14        | Julien Bérard           |            | Niet gestart: 8e etappe  | DNF            |
| 15        | Carlos Alberto Betancur |            |                          | 5e             |
| 16        | Guillaume Bonnafond     |            |                          | 107e           |
| 17        | Hubert Dupont           |            |                          | 32e            |
| 18        | Ben Gastauer            |            |                          | 51e            |
| 19        | Sylvain Georges         |            | Niet gestart: 11e etappe | DNF            |

### Androni Giocattoli
| Rugnummer | Naam                 | Prestaties | Opmerkingen                   | Eindklassering |
| --------- | -------------------- | ---------- | ----------------------------- | -------------- |
| 21        | Franco Pellizotti    |            |                               | 11e            |
| 22        | Giairo Ermeti        |            |                               | 151e           |
| 23        | Fabio Felline        |            |                               | 43e            |
| 24        | Mattia Gavazzi       |            | Gediskwalificeerd: 16e etappe | DSQ            |
| 25        | Tomás Gil            |            | Niet uitgereden: 9e etappe    | DNF            |
| 26        | Jackson Rodriguez    |            |                               | 50e            |
| 27        | Diego Rosa           |            |                               | 23e            |
| 28        | Miguel Ángel Rubiano |            |                               | 45e            |
| 29        | Emanuele Sella       |            |                               | 58e            |

### Astana Pro Team
| Rugnummer | Naam               | Prestaties                                     | Opmerkingen                 | Eindklassering |
| --------- | ------------------ | ---------------------------------------------- | --------------------------- | -------------- |
| 31        | Vincenzo Nibali    | Winnaar 18e en 20e etappe, Algemeen klassement |                             | 1e             |
| 32        | Valerio Agnoli     |                                                |                             | 39e            |
| 33        | Fabio Aru          |                                                |                             | 42e            |
| 34        | Dmitri Groezdev    |                                                |                             | 146e           |
| 35        | Tanel Kangert      |                                                |                             | 14e            |
| 36        | Fredrik Kessiakoff |                                                |                             | 90e            |
| 37        | Paolo Tiralongo    |                                                |                             | 99e            |
| 38        | Alessandro Vanotti |                                                | Niet uitgereden: 14e etappe | DNF            |
| 39        | Andrej Zejts       |                                                |                             | 106e           |

### Bardiani Valvole-CSF Inox
| Rugnummer | Naam                       | Prestaties        | Opmerkingen                 | Eindklassering |
| --------- | -------------------------- | ----------------- | --------------------------- | -------------- |
| 41        | Sacha Modolo               |                   |                             | 125e           |
| 42        | Enrico Battaglin           | Winnaar 4e etappe | Niet uitgereden: 14e etappe | DNF            |
| 43        | Nicola Boem                |                   |                             | 137e           |
| 44        | Francesco Manuel Bongiorno |                   |                             | 71e            |
| 45        | Marco Canola               |                   |                             | 139e           |
| 46        | Sonny Colbrelli            |                   |                             | 89e            |
| 47        | Stefano Locatelli          |                   |                             | 102e           |
| 48        | Stefano Pirazzi            | Bergklassement    |                             | 44e            |
| 49        | Edoardo Zardini            |                   |                             | 138e           |

### Blanco Pro Cycling
| Rugnummer | Naam               | Prestaties | Opmerkingen              | Eindklassering |
| --------- | ------------------ | ---------- | ------------------------ | -------------- |
| 51        | Robert Gesink      |            | Niet gestart: 20e etappe | DNF            |
| 52        | Jack Bobridge      |            | Niet gestart: 14e etappe | DNF            |
| 53        | Stef Clement       |            |                          | 48e            |
| 54        | Juan Manuel Gárate |            |                          | 31e            |
| 55        | Wilco Kelderman    |            |                          | 17e            |
| 56        | Steven Kruijswijk  |            |                          | 26e            |
| 57        | Paul Martens       |            |                          | 63e            |
| 58        | Maarten Tjallingii |            |                          | 131e           |
| 59        | Maarten Wynants    |            | Niet gestart: 16e etappe | DNF            |

### BMC Racing Team
| Rugnummer | Naam             | Prestaties | Opmerkingen              | Eindklassering |
| --------- | ---------------- | ---------- | ------------------------ | -------------- |
| 61        | Cadel Evans      |            |                          | 3e             |
| 62        | Adam Blythe      |            |                          | 167e           |
| 63        | Steven Cummings  |            |                          | 149e           |
| 64        | Klaas Lodewyck   |            | Niet gestart: 7e etappe  | DNF            |
| 65        | Steve Morabito   |            |                          | 34e            |
| 66        | Daniel Oss       |            |                          | 140e           |
| 67        | Taylor Phinney   |            | Niet gestart: 16e etappe | DNF            |
| 68        | Ivan Santaromita |            |                          | 30e            |
| 69        | Danilo Wyss      |            |                          | 84e            |

### Cannondale Pro Cycling Team
| Rugnummer | Naam                 | Prestaties | Opmerkingen | Eindklassering |
| --------- | -------------------- | ---------- | ----------- | -------------- |
| 71        | Damiano Caruso       |            |             | 19e            |
| 72        | Tiziano Dall'Antonia |            |             | 113e           |
| 73        | Paolo Longo Borghini |            |             | 67e            |
| 74        | Alan Marangoni       |            |             | 114e           |
| 75        | Fabio Sabatini       |            |             | 93e            |
| 76        | Cristiano Salerno    |            |             | 86e            |
| 77        | Cayetano Sarmiento   |            |             | 91e            |
| 78        | Elia Viviani         |            |             | 119e           |
| 79        | Cameron Wurf         |            |             | 128e           |

### Colombia
| Rugnummer | Naam              | Prestaties | Opmerkingen                 | Eindklassering |
| --------- | ----------------- | ---------- | --------------------------- | -------------- |
| 81        | Darwin Atapuma    |            |                             | 18e            |
| 82        | Edwin Ávila       |            |                             | 164e           |
| 83        | Robinson Chalapud |            |                             | 94e            |
| 84        | Fabio Duarte      |            |                             | 28e            |
| 85        | Leonardo Duque    |            |                             | 79e            |
| 86        | Wilson Marentes   |            |                             | 162e           |
| 87        | Dalivier Navarro  |            | Niet uitgereden: 12e etappe | DNF            |
| 88        | Jarlinson Pantano |            |                             | 46e            |
| 89        | Carlos Quintero   |            | Niet uitgereden: 10e etappe | DNF            |

### Euskaltel-Euskadi
| Rugnummer | Naam               | Prestaties | Opmerkingen                | Eindklassering |
| --------- | ------------------ | ---------- | -------------------------- | -------------- |
| 91        | Samuel Sánchez     |            |                            | 12e            |
| 92        | Jorge Azanza       |            |                            | 33e            |
| 93        | Egoi Martínez      |            |                            | 22e            |
| 94        | Ricardo Mestre     |            |                            | 145e           |
| 95        | Miguel Mínguez     |            |                            | 166e           |
| 96        | Ioannis Tamouridis |            |                            | 152e           |
| 97        | Pablo Urtasun      |            | Niet uitgereden: 5e etappe | DNF            |
| 98        | Gorka Verdugo      |            |                            | 64e            |
| 99        | Robert Vrečer      |            |                            | 92e            |

### FDJ
| Rugnummer | Naam              | Prestaties | Opmerkingen                | Eindklassering |
| --------- | ----------------- | ---------- | -------------------------- | -------------- |
| 100       | Nacer Bouhanni    |            | Niet gestart: 13e etappe   | DNF            |
| 101       | Sandy Casar       |            | Niet gestart: 4e etappe    | DNF            |
| 102       | Murilo Fischer    |            |                            | 147e           |
| 103       | Arnold Jeannesson |            | Niet uitgereden: 9e etappe | DNF            |
| 104       | Johan Le Bon      |            |                            | 115e           |
| 105       | Francis Mourey    |            |                            | 20e            |
| 106       | Laurent Pichon    |            |                            | 163e           |
| 107       | Dominique Rollin  |            |                            | 75e            |
| 109       | Anthony Roux      |            | Niet gestart: 16e etappe   | DNF            |

### Team Katjoesja
| Rugnummer | Naam               | Prestaties        | Opmerkingen                 | Eindklassering |
| --------- | ------------------ | ----------------- | --------------------------- | -------------- |
| 111       | Luca Paolini       | Winnaar 3e etappe |                             | 59e            |
| 112       | Maksim Belkov      | Winnaar 9e etappe | Buiten tijd:18e etappe      | HD             |
| 113       | Pavel Broett       |                   |                             | 103e           |
| 114       | Giampaolo Caruso   |                   |                             | 41e            |
| 115       | Vladimir Goesev    |                   |                             | 65e            |
| 116       | Petr Ignatenko     |                   |                             | 40e            |
| 117       | Dmitri Kozontsjoek |                   | Niet uitgereden: 16e etappe | DNF            |
| 118       | Joeri Trofimov     |                   |                             | 13e            |
| 119       | Ángel Vicioso      |                   | Niet uitgereden: 9e etappe  | DNF            |

### Lampre-Merida
| Rugnummer | Naam                | Prestaties | Opmerkingen                | Eindklassering |
| --------- | ------------------- | ---------- | -------------------------- | -------------- |
| 121       | Michele Scarponi    |            |                            | 4e             |
| 122       | Mattia Cattaneo     |            | Niet uitgereden: 7e etappe | DNF            |
| 123       | Kristijan Đurasek   |            |                            | 68e            |
| 124       | Roberto Ferrari     |            |                            | 150e           |
| 125       | Przemysław Niemiec  |            |                            | 6e             |
| 126       | Daniele Pietropolli |            |                            | 80e            |
| 127       | Filippo Pozzato     |            |                            | 120e           |
| 128       | José Serpa          |            |                            | 27e            |
| 129       | Simone Stortoni     |            |                            | 56e            |

### Lotto-Belisol
| Rugnummer | Naam             | Prestaties        | Opmerkingen | Eindklassering |
| --------- | ---------------- | ----------------- | ----------- | -------------- |
| 131       | Lars Bak         |                   |             | 95e            |
| 132       | Dirk Bellemakers |                   |             | 111e           |
| 133       | Brian Bulgaç     |                   |             | 135e           |
| 134       | Francis De Greef |                   |             | 21e            |
| 135       | Kenny Dehaes     |                   |             | 156e           |
| 136       | Gert Dockx       |                   |             | 104e           |
| 137       | Adam Hansen      | Winnaar 7e etappe |             | 72e            |
| 138       | Vicente Reynés   |                   |             | 109e           |
| 139       | Frederik Willems |                   |             | 117e           |

### Team Movistar
| Rugnummer | Naam              | Prestaties                | Opmerkingen | Eindklassering |
| --------- | ----------------- | ------------------------- | ----------- | -------------- |
| 141       | Eros Capecchi     |                           |             | 70e            |
| 142       | Juan José Cobo    |                           |             | 116e           |
| 143       | Alex Dowsett      | Winnaar 8e etappe         |             | 148e           |
| 144       | José Herrada      |                           |             | 24e            |
| 145       | Beñat Intxausti   | Winnaar 16e etappe        |             | 8e             |
| 146       | Vladimir Karpets  |                           |             | 47e            |
| 147       | Pablo Lastras     |                           |             | 85e            |
| 148       | Francisco Ventoso |                           |             | 66e            |
| 149       | Giovanni Visconti | Winnaar 15e en 17e etappe |             | 35e            |

### Omega Pharma-Quickstep
| Rugnummer | Naam               | Prestaties                                        | Opmerkingen              | Eindklassering |
| --------- | ------------------ | ------------------------------------------------- | ------------------------ | -------------- |
| 151       | Mark Cavendish     | Winnaar 1e, 6e, 12e, 13e en 21e, Puntenklassement |                          | 127e           |
| 152       | Gianluca Brambilla |                                                   |                          | 105e           |
| 153       | Michał Gołaś       |                                                   |                          | 62e            |
| 154       | Iljo Keisse        |                                                   |                          | 159e           |
| 155       | Serge Pauwels      |                                                   |                          | 77e            |
| 156       | Jérôme Pineau      |                                                   |                          | 124e           |
| 157       | Gert Steegmans     |                                                   | Niet gestart: 14e etappe | DNF            |
| 158       | Matteo Trentin     |                                                   |                          | 118e           |
| 159       | Julien Vermote     |                                                   |                          | 132e           |

### Orica-GreenEdge
| Rugnummer | Naam            | Prestaties | Opmerkingen                 | Eindklassering |
| --------- | --------------- | ---------- | --------------------------- | -------------- |
| 161       | Matthew Goss    |            | Niet uitgereden: 16e etappe | DNF            |
| 162       | Luke Durbridge  |            |                             | 142e           |
| 163       | Leigh Howard    |            | Niet gestart: 7e etappe     | DNF            |
| 164       | Jens Keukeleire |            |                             | 74e            |
| 165       | Brett Lancaster |            |                             | 121e           |
| 166       | Christian Meier |            |                             | 143e           |
| 167       | Jens Mouris     |            |                             | 160e           |
| 168       | Svein Tuft      |            |                             | 154e           |
| 169       | Pieter Weening  |            |                             | 38e            |

### RadioShack-Leopard
| Rugnummer | Naam               | Prestaties | Opmerkingen              | Eindklassering |
| --------- | ------------------ | ---------- | ------------------------ | -------------- |
| 171       | George Bennett     |            |                          | 122e           |
| 172       | Danilo Hondo       |            |                          | 96e            |
| 173       | Robert Kišerlovski |            |                          | 15e            |
| 174       | Tiago Machado      |            |                          | 36e            |
| 175       | Giacomo Nizzolo    |            |                          | 130e           |
| 176       | Jaroslav Popovytsj |            |                          | 133e           |
| 177       | Hayden Roulston    |            | Niet gestart: 17e etappe | DNF            |
| 178       | Nélson Oliveira    |            |                          | 81e            |
| 179       | Jesse Sergent      |            |                          | 153e           |

### Sky ProCycling
| Rugnummer | Naam                | Prestaties                         | Opmerkingen              | Eindklassering |
| --------- | ------------------- | ---------------------------------- | ------------------------ | -------------- |
| 181       | Bradley Wiggins     |                                    | Niet gestart: 13e etappe | DNF            |
| 182       | Dario Cataldo       |                                    |                          | 57e            |
| 183       | Sergio Henao        |                                    |                          | 16e            |
| 184       | Christian Knees     |                                    |                          | 60e            |
| 185       | Danny Pate          |                                    |                          | 134e           |
| 186       | Salvatore Puccio    |                                    |                          | 73e            |
| 187       | Kanstantsin Siwtsow |                                    |                          | 37e            |
| 188       | Rigoberto Urán      | Winnaar 10e etappe                 |                          | 2e             |
| 189       | Xabier Zandio       |                                    |                          | 82e            |
|           |                     | Winnaar 2e etappe (Ploegentijdrit) |                          |                |

### Argos-Shimano
| Rugnummer | Naam              | Prestaties        | Opmerkingen              | Eindklassering |
| --------- | ----------------- | ----------------- | ------------------------ | -------------- |
| 191       | John Degenkolb    | Winnaar 5e etappe | Niet gestart: 10e etappe | DNF            |
| 192       | Thomas Damuseau   |                   |                          | 53e            |
| 193       | Bert De Backer    |                   |                          | 157e           |
| 194       | Koen de Kort      |                   |                          | 78e            |
| 195       | Patrick Gretsch   |                   |                          | 69e            |
| 196       | Ji Cheng          |                   | Niet gestart: 6e etappe  | DNF            |
| 197       | Tobias Ludvigsson |                   |                          | 112e           |
| 198       | Luka Mezgec       |                   |                          | 123e           |
| 199       | Albert Timmer     |                   |                          | 129e           |

### Team Saxo-Tinkoff
| Rugnummer | Naam             | Prestaties | Opmerkingen              | Eindklassering |
| --------- | ---------------- | ---------- | ------------------------ | -------------- |
| 201       | Rafał Majka      |            |                          | 7e             |
| 202       | Daniele Bennati  |            | Niet gestart: 14e etappe | DNF            |
| 203       | Manuele Boaro    |            |                          | 100e           |
| 204       | Matti Breschel   |            | Niet gestart: 12e etappe | DNF            |
| 205       | Mads Christensen |            |                          | 126e           |
| 206       | Karsten Kroon    |            | Niet gestart: 14e etappe | DNF            |
| 207       | Jevgeni Petrov   |            |                          | 25e            |
| 208       | Bruno Pires      |            |                          | 61e            |
| 209       | Rory Sutherland  |            |                          | 97e            |

### Vacansoleil-DCM
| Rugnummer | Naam               | Prestaties | Opmerkingen                 | Eindklassering |
| --------- | ------------------ | ---------- | --------------------------- | -------------- |
| 211       | Marco Marcato      |            |                             | 76e            |
| 212       | Grega Bole         |            | Niet uitgereden: 20e etappe | DNF            |
| 213       | Martijn Keizer     |            |                             | 101e           |
| 214       | Maurits Lammertink |            |                             | 155e           |
| 215       | Pim Ligthart       |            |                             | 161e           |
| 216       | Rob Ruijgh         |            |                             | 54e            |
| 217       | Rafael Valls       |            |                             | 29e            |
| 218       | Frederik Veuchelen |            |                             | 83e            |
| 219       | Willem Wauters     |            |                             | 158e           |

### Vini Fantini-Selle Italia
| Rugnummer | Naam               | Prestaties         | Opmerkingen                 | Eindklassering |
| --------- | ------------------ | ------------------ | --------------------------- | -------------- |
| 221       | Stefano Garzelli   |                    |                             | 108e           |
| 222       | Rafael Andriato    |                    |                             | 165e           |
| 223       | Francesco Chicchi  |                    | Niet gestart: 9e etappe     | DNS            |
| 224       | Danilo Di Luca     |                    | Niet gestart: 20e etappe    | DNS            |
| 225       | Oscar Gatto        |                    |                             | 98e            |
| 226       | Alessandro Proni   |                    |                             | 88e            |
| 227       | Matteo Rabottini   |                    |                             | 55e            |
| 228       | Mauro Santambrogio | Winnaar 14e etappe |                             | 9e             |
| 229       | Fabio Taborre      |                    | Niet uitgereden: 10e etappe | DNF            |

## Deelnemers per land
| Deelnemers | Land                                                                       |
| ---------- | -------------------------------------------------------------------------- |
| 59         | Italië                                                                     |
| 17         | Nederland                                                                  |
| 16         | Spanje                                                                     |
| 15         | Colombia                                                                   |
| 14         | België                                                                     |
| 13         | Frankrijk                                                                  |
| 10         | Australië                                                                  |
| 8          | Rusland                                                                    |
| 6          | Verenigd Koninkrijk                                                        |
| 5          | Duitsland, Verenigde Staten                                                |
| 4          | Canada, Portugal                                                           |
| 3          | Denemarken, Nieuw-Zeeland, Polen, Slovenië                                 |
| 2          | Brazilië, Kazachstan, Kroatië, Zweden, Venezuela, Zwitserland              |
| 1          | China, Estland, Griekenland, Litouwen, Luxemburg, Wit-Rusland, Zuid-Afrika |

1e etappe ·
2e etappe ·
3e etappe ·
4e etappe ·
5e etappe ·
6e etappe ·
7e etappe ·
8e etappe ·
9e etappe ·
10e etappe ·
11e etappe ·
12e etappe ·
13e etappe ·
14e etappe ·
15e etappe ·
16e etappe ·
17e etappe ·
18e etappe ·
19e etappe ·
20e etappe ·
21e etappe
Startlijst · Eindstanden · Afbeeldingen
 winnaars · 
roze trui · 
  puntenklassement · 
  bergklassement · 
 jongerenklassement · 
 intergiro · 
 ploegenklassement · 
 strijdlust · 
 zwarte trui
Giro d'Italia Next Gen · Giro Donne · Cima Coppi
 Belgische rozetruidragers · etappewinnaars
 Nederlandse rozetruidragers · etappewinnaars
Mannen:
1909 · 
1910 · 
1911 · 
1912 · 
1913 · 
1914 · 
1919 · 
1920 · 
1921 · 
1922 · 
1923 · 
1924 · 
1925 · 
1926 · 
1927 · 
1928 · 
1929 · 
1930 · 
1931 · 
1932 · 
1933 · 
1934 · 
1935 · 
1936 · 
1937 · 
1938 · 
1939 · 
1940 · 
1946 · 
1947 · 
1948 · 
1949 · 
1950 · 
1951 · 
1952 · 
1953 · 
1954 · 
1955 · 
1956 · 
1957 · 
1958 · 
1959 · 
1960 · 
1961 · 
1962 · 
1963 · 
1964 · 
1965 · 
1966 · 
1967 · 
1968 · 
1969 · 
1970 · 
1971 · 
1972 · 
1973 · 
1974 · 
1975 · 
1976 · 
1977 · 
1978 · 
1979 · 
1980 · 
1981 · 
1982 · 
1983 · 
1984 · 
1985 · 
1986 · 
1987 · 
1988 · 
1989 · 
1990 · 
1991 · 
1992 · 
1993 · 
1994 · 
1995 · 
1996 · 
1997 · 
1998 · 
1999 · 
2000 · 
2001 · 
2002 · 
2003 · 
2004 · 
2005 · 
2006 · 
2007 · 
2008 · 
2009 · 
2010 · 
2011 · 
2012 · 
2013 · 
2014 · 
2015 · 
2016 · 
2017 · 
2018 · 
2019 · 
2020 · 
2021 · 
2022 · 
2023 · 
2024 · 
2025
Vrouwen:
1988 · 
1989 · 
1990 · 
1991 ·
1992 ·
1993 · 
1994 · 
1995 · 
1996 · 
1997 · 
1998 · 
1999 · 
2000 · 
2001 · 
2002 · 
2003 · 
2004 · 
2005 · 
2006 · 
2007 · 
2008 · 
2009 · 
2010 · 
2011 · 
2012 ·
2013 · 
2014 ·
2015 ·
2016 ·
2017 ·
2018 ·
2019 ·
2020 ·
2021 ·
2022 ·
2023 ·
2024 ·
2025